# Trenčinski okraj
Trenčinski okraj (slovaško Trenčiansky kraj; češko Trenčínský kraj; madžarsko Trencséni kerület) je upravna enota (okraj) najvišje ravni upravne delitve Slovaške. Leži na severozahodu države in meji na Češko, od slovaških okrajev pa v smeri urinega kazalca od vzhoda na Žilinski, Banskobistriški, Nitranski in Trnavski okraj. Skupaj z Nitranskim in Trnavskim okrajem tvori kohezijsko regijo Zahodna Slovaška.
S 4501 km² je eden manjših okrajev, po popisu leta 2021 je imel 577.464 prebivalcev. Glavno mesto je Trenčín, poleg njega sta večja kraja še Prievidza in Považská Bystrica.
Okraj obsega zahodne obronke zahodnih Karpatov. Površje je dokaj hribovito, s številnimi dolinami, ki jih tvorita največji reki Vah na zahodu in Nitra na vzhodu s pritoki. Prebivalstvo je razmeroma maloštevilčno, demografski trendi so negativni – v zadnjih desetletjih se prebivalstvo manjša in stara. Od gospodarskih panog prevladujeta kmetijstvo in industrija. Leta 2019 je bil bruto domači proizvod petino nižji od državnega povprečja.

### Demografija
| Leto          | 1994    | 2004    | 2014    | 2024    |
| ------------- | ------- | ------- | ------- | ------- |
| Število ljudi | 608.990 | 601.392 | 591.233 | 565.572 |
| Razlika       |         | −1,24 % | −1,68 % | −4,34 % |

| Leto          | 2023    | 2024    |
| ------------- | ------- | ------- |
| Število ljudi | 568.102 | 565.572 |
| Razlika       |         | −0,44 % |

## Okrožja
Trenčinski okraj se deli na devet okrožij (okres).
- Bánovce nad Bebravou
- Ilava
- Myjava
- Nové Mesto nad Váhom
- Partizánske
- Považská Bystrica
- Prievidza
- Púchov
- Trenčín

Okraji se nadalje delijo na 276 občin, od tega 18 urbanih.